# 음력 2월 20일
음력 2월 20일은 음력 2월의 20번째 날이다.

## 사건
- 1995년 - 도쿄 지하철 사린 사건 발발.

## 문화
- 1965년 - 천주교 원주교구 설립.
- 2002년 - 양양국제공항 개항.

## 탄생
- 1971년 - 대한민국의 배우 박용우.
- 1980년 - 대한민국의 래퍼 이재원 (H.O.T.).
- 1995년 - 대한민국의 가수 Kei (러블리즈).

## 같이 보기
- 음력 360일: 1월 2월 3월 4월 5월 6월 7월 8월 9월 10월 11월 12월
- 전날:2월 19일 다음날:2월 21일 - 전달:1월 20일 다음달:3월 20일
- 양력:2월 20일
- 음력, 윤달